# 중간계 전투2: 마술사왕의 부활
반지의 제왕: 중간계 전투2: 마술사왕의 부활(The Lord of the Rings: The Battle for Middle-earth II: The Rise of the Witch-king)은 일렉트로닉 아츠의 실시간 전략 비디오 게임이다.
중간계 전투2의 공식 확장팩이며, 2006년 11월 28일에 미국의 매장으로 보내졌다. 이후 2006년 11월 30일 마이크로소프트 윈도우 용으로 정식 출시되었다.
기네스북 세계 기록 게이머 에디션에 따르면 이 게임은 비디오 게임용 확장팩에서 가장 긴 타이틀을 보유하고 있다.

## 변경 사항
새로운 종족인 앙그마르가 추가되어, 전작인 중간계 전투2의 7개의 종족에서 8개로 늘어났다. 8개의 임무의 캠페인이 새로 제공된다. 6개의 기존 진영 모두에 새로운 유닛들이 추가되었으며, 새로운 앨리트 영웅도 추가되었다. 정예 영웅 유닛은 체력이 적고 큰 피해를 주지만, 각 대대에 소수가 있으며 치유 구조에서만 숫자를 보충한다. 또한 영웅 만들기 모드에는 두 개의 추가 트롤 종족, 새로운 무기 및 갑옷 사용자 지정이 추가되었다.
RTS 모드에서 세계 지도로의 군대 지속성, 세계 지도에 경제 도입, 세계 지도에 공성 무기 도입 등 반지의 전쟁 모드에 주요 개선 사항이 적용되었다. 전작들과 마찬가지로 게임 역시 일렉트로닉 아츠의 반지의 제왕 라이센스 계약 종료로 2011년 실시간 게임 서버가 종료되었다.

## 구성
반지의 제왕: 중간계 전투2: 위치킹의 부활의 캠페인은 앙그마르와 위치킹의 손에 아르노르 왕국이 몰락하는 이야기로 이루어져 있다. 전작과 같이 게임플레이를 위해 톨킨의 작품에서 몇 개의 자유를 얻었다. 또한 중간계 전투2와 달리 각각 앙그마르와 아르노르 사이의 뚜렷한 전투에 초점을 맞춘 8개의 임무로 구성된 캠페인과 캠페인을 끝내는 에필로그가 있다. 또한 전작과 같이 플레이어는 각 임무를 쉬움, 중간 또는 어려움 난이도로 선택할 수 있다.

## 평가
이 게임은 전작인 중간계 전투2와 같이 일반적으로 호의적인 평가를 받았다. 게임랭킹스에서 이 게임은 22개의 리뷰를 기반으로 평균 78%의 점수를 받았으며, 메타크리틱에서 이 게임은 22개의 리뷰를 기반으로 100점 만점에 78점의 평균 점수를 받았다. NZ게이머는 확장팩에 10점 만점에 8.0점을 주었으며, 이는 원래 중간계 전투2에 비해 게임이 여러 측면에서 개선된 점과 중간계 역사에서 덜 알려진 부분을 사용한 게임 캠페인 덕분이다.

## 같이 보기
- 중간계 전투
- 중간계 전투2